# Soupe primordiale
 (août 2008).
Si vous disposez d'ouvrages ou d'articles de référence ou si vous connaissez des sites web de qualité traitant du thème abordé ici, merci de compléter l'article en donnant les références utiles à sa vérifiabilité et en les liant à la section « Notes et références ».
La soupe primordiale (ou primitive, ou prébiotique) est un mélange physico-chimique décrit et étudié par les scientifiques qui cherchent à comprendre, modéliser ou reproduire les origines de la vie sur Terre.
Pour un article plus général, voir Origine de la vie.

## Description
La soupe primordiale est un scénario selon lequel les plus anciens systèmes génétiques d'auto-réplication (probablement de l'ARN, ou des molécules comparables comme des protéines particulières) sont devenus plus complexes et se sont enveloppés dans un sac lipidique pour aboutir aux « protobiontes » ou « progénotes » à l'origine des cellules, cet espace était riche en matières organiques et dépourvu d'oxygène libre. À l'intérieur de celui-ci, de petites molécules organiques telles que l'acide cyanhydrique (HCN) et le formaldéhyde (HCHO) se seraient formées dans l'atmosphère primitive, puis dissoutes dans les océans. Cette théorie a été proposée par Oparin (1924) et Haldane (1929) qui considéraient alors l'atmosphère constituée de H2 (dihydrogène), CH4 (méthane), CO2 (dioxyde de carbone), CO (monoxyde de carbone), NH3 (ammoniac), N2 (diazote) et H2O (vapeur d'eau).
Elle revient à poser la question de l'apparition de la vie dans l'Univers. Selon Oparin, la première cellule serait sortie d'une soupe primordiale.
Cette théorie n'explique pas avec certitude l'apparition de la vie sur Terre car elle n'est pas incompatible avec la panspermie, selon laquelle la vie serait née à un autre endroit de l'Univers.

## Mise en place du puzzle primordial
La présence d'une grande diversité d'éléments chimiques (essentiels à la constitution de matériaux responsables de la vie sur Terre comme le carbone, l'hydrogène, le potassium, l'azote, le magnésium, le phosphore, pour former de l'ADN, des protéines, etc.) à un endroit de l'univers a augmenté les chances de création d'un semblant d'organisme. Ces éléments se sont organisés aléatoirement et par affinités. C'est probablement de ce premier assemblage que le carbone s'est montré le plus apte à supporter la vie. En effet, l'énergie de la liaison carbone-carbone est proche de 452 kJ/mol et possède une réactivité faible, ainsi, pour ses atouts chimiques, le carbone a été retenu par l'évolution. Ainsi, le principe de sélection « naturelle » s'applique ici.
Certains acides aminés pourraient avoir une origine non-terrestre ; ainsi de la glycine a été trouvée dans de nombreuses météorites et depuis 2004 détectée dans les trainées de plusieurs comètes : d'abord par la sonde américaine Stardust dans le panache de la comète Wild 2, puis dans la queue de la comète 67P/Tchourioumov-Guérassimenko par l'instrument ROSINA installé sur la sonde Rosetta. Cette même sonde y a aussi détecté le précurseur des molécules de méthylamine et d'éthylamine.

## En laboratoire
In vitro, on peut réaliser une simulation d’un morceau de Terre comprenant éclairs, eau et constituants divers. Des équipes de chercheurs ont cherché à reconstituer cette soupe primordiale. La première expérience de ce type a ainsi été réalisée en 1953 par Stanley Miller et Harold Clayton Urey, donnant des résultats partiellement probants ; une autre menée en 2008 a permis de synthétiser les 22 acides aminés, éléments majeurs permettant la constitution des plus petites unités pouvant manifester les propriétés du vivant. À partir de ces éléments, on peut théoriquement recréer de l'ADN ainsi que tous les constituants permettant le fonctionnement cellulaire.
En 2019, une équipe a réussi à synthétiser les quatre bases de l'acide ribonucléique dans des conditions similaires à celles de la Terre il y a quatre milliards d'années.